# 혹돔
혹돔은 놀래기과의 물고기이다. 몸길이 60cm로 길쭉한 타원형이고 주둥이가 뾰족하며 꼬리자루가 높다. 수컷의 이마에 혹이 있어 혹돔이라고 한다. 살아 있는 동안에는 몸빛깔이 선홍색이나 청백색을 띠지만, 죽으면 적자색으로 변한다. 어린 혹돔은 한 줄의 흰색 띠가 몸통을 가로지르고, 등지느러미·뒷지느러미·배지느러미·꼬리지느러미에 커다란 검은 반점이 뚜렷하여, 어미 혹돔과는 전혀 다른 모습을 보인다. 수심 20-30m의 암초지대에 살면서 전복·소라 같은 연체동물과 새우·성게·게 따위의 갑각류를 먹는다. 봄에 산란한다. 한국 서남해, 제주도, 일본 혼슈 중부 이남, 동중국해 등지에 분포한다.
혹돔은 모두 암컷으로 태어난 뒤 자라면서 일부의 성이 수컷으로 변한다. 이들은 사회적 상황에 따라 성 비를 조절한다. 무리에 수컷이 없으면 몸집이 가장 큰 암컷이 수컷으로 변하는 식이다.

## 참고 문헌
- 이 문서에는 다음커뮤니케이션(현 카카오)에서 GFDL 또는 CC-SA 라이선스로 배포한 글로벌 세계대백과사전의 내용을 기초로 작성된 글이 포함되어 있습니다.